# Grønholt (Slesvig)
 For alternative betydninger, se Grønholt. (Se også artikler, som begynder med Grønholt)
Grønholt (dansk) eller Grünholt (tysk) er et gods nord for landsbyen Fuglsang-Grønholt på halvøen Svansø i Sydslesvig. Administrativt hører Grønholt under Damp Kommune i Rendsborg-Egernførde kreds i den nordtyske delstat Slesvig-Holsten. I kirkelig henseende hører det under Karby Sogn. Sognet lå i den danske periode til 1864 i Risby Herred (Svans godsdistrikt). På tysk omtales godset som Adliges Gut Grünholz og Herzoglische Verwaltung Grünholz (Hertugelige Administration Grønholt).
Godset kendes siden 1438 og har været i forskellige familiers eje. Den nuværende hovedbygning i røde mursten er opført 1749 for Ida Lucie von Thienen i senbarok/rokokostil og tilskrives arkitekten Johann Gottfried Rosenberg. Facaden er inddelt i murede pilastre og har rokokoornamentik i sandsten, bl.a. et alliancevåben for slægterne von Thienen/von Brockdorff i trekantsgavlen. Bygningen krones af et stort valmtag. I det indre er der panellerede interiører i rokokostil. En storbrand i 1888 ødelagde driftsbygningerne, der er genopført i historicistisk stil.
Siden 1855 har herregården været i hertugslægten Glücksborgs eje og har siden fraflytningen fra Lyksborg Slot været hertugens residens. Den nuværende beboer, prins Christoph af Slesvig-Holsten-Sønderborg-Glücksborg, er titulær hertug af Slesvig og Holsten og beslægtet med Dronning Margrethe.

## Ejerliste (ikke komplet)
- (1855-1878) Carl af Slesvig-Holsten-Sønderborg-Glücksborg
- (1878-1885) Frederik af Slesvig-Holsten-Sønderborg-Glücksborg
- (1885-1934) Frederik Ferdinand af Slesvig-Holsten-Sønderborg-Glücksborg
- (1934-1965) Frederik 2. af Slesvig-Holsten-Sønderborg-Glücksborg
- (1965-1980) Peter af Slesvig-Holsten-Sønderborg-Glücksborg
- (1980-) Christoph af Slesvig-Holsten-Sønderborg-Glücksborg